# Nazionale maschile di calcio a 5 dell'Uzbekistan
La nazionale di calcio a 5 dell'Uzbekistan è, in senso generale, una qualsiasi delle selezioni nazionali di Calcio a 5 della Federazione calcistica uzbeka che rappresentano l'Uzbekistan nelle varie competizioni ufficiali o amichevoli riservate a squadre nazionali.
La nazionale uzbeka è tra le selezioni di più vecchia storia del calcio a 5 asiatico, non ha partecipato alle qualificazioni ai mondiali del 1992 e 1996 ma a partire dalla prima edizione del AFC Futsal Championship disputato nel 1999, la selezione centrasiatica ha disputato tutte e dieci le fasi finali, ospitandone una nel 2006 a Tashkent. L'Uzbekistan ha centrato il primo importante risultato nel 2001 quando ha raggiunto la finale del campionato asiatico dopo aver battuto in semifinale la Corea del Sud, nell'atto finale gli uzbeki sono stati travolti dall'Iran per 9-0. Dopo l'eliminazione ai quarti di finale nelle due successive edizioni l'Uzbekistan torna a giocare una semifinale a Macao nel 2004 durante l'edizione valida per la qualificazione ai Mondiali dello stesso anno a Taiwan, ma è il Giappone che vincendo 4-2 stacca il biglietto per la rassegna iridata.
Dopo una nuova semifinale in Vietnam nel 2005, l'Uzbekistan ha la possibilità di ospitare la rassegna continentale nel 2006 sul parquet amico di Tashkent, una esaltante cavalcata per gli uzbeki, costretti a fermarsi in finale di nuovo contro il  Giappone vittorioso 5-1. L'Uzbekistan non è sceso dal podio nell'edizione successiva dove è giunta terza ma nell'edizione più importante, quella del 2008 che regalava il pass per i mondiali, è stata clamorosamente sconfitta dalla Cina per 4-1 ai quarti, abbandonando il sogno della prima partecipazione alla rassegna iridata

## Risultati nelle competizioni internazionali

### FIFA Futsal World Championship
- 1989 - Non partecipante
- 1992 - Non partecipante
- 1996 - Non partecipante
- 2000 - Non qualificata
- 2004 - Non qualificata
- 2008 - Non qualificata
- 2012 - Non qualificata
- 2016 - Primo turno
- 2021 - Ottavi di finale
- 2024 - Primo turno

### AFC Futsal Championship
- 1999 - Primo turno
- 2000 - Primo turno
- 2001 - Secondo posto
- 2002 - Quarti di finale
- 2003 - Quarti di finale
- 2004 - Quarto posto
- 2005 - Terzo posto
- 2006 - Secondo posto
- 2007 - Terzo posto
- 2008 - Quarti di finale
- 2010 - Secondo posto
- 2012 - Quarti di finale
- 2014 - Terzo posto
- 2016 - Secondo posto
- 2018 - Terzo posto
- 2022 - Terzo posto
- 2024 - Terzo posto